# Cambridge (Ontario)
Pour les articles homonymes, voir Cambridge (homonymie).
Cambridge est une ville située au confluent de la Rivière Grand et la Rivière Speed dans la Municipalité régionale de Waterloo, Ontario, Canada. Elle est issue de la fusion de Galt (en), Preston et Hespeler en 1973.

## Histoire de la ville
De 1934 à 1976, Galt (en) a accueilli le centre d'éducation surveillée pour jeunes filles de Grandview. A la fois maison de correction et centre éducatif, il était censé œuvrer à la réinsertion de jeunes délinquantes et de jeunes filles connaissant des problèmes de drogues, d'alcool ou dont le comportement social laissait à désirer (absentéisme scolaire et « inconduite sexuelle »). Dans les années 1990, bien après la fermeture du centre, des cas de violences sexuelles, physique ou psychologiques envers les pensionnaires mineures de l'établissement ont été dénoncés.

## Économie
Le constructeur automobile japonais Toyota y a implanté une usine en 1988, qui emploie 6.500 personnes.
La ville a été utilisée comme décor principal pour la saison 1 de la série télévisée The handmaid’s tale - la Servante écarlate, tirée du roman et du film éponymes.

## Démographie
| 2001    | 2006    | 2011    | 2016    |
| ------- | ------- | ------- | ------- |
| 110 372 | 120 371 | 126 748 | 129 920 |